# Козичанка
Козича́нка — село Бишівської сільської громади Фастівського району Київської області.

## Герб
Щит перетятий срібною вигнутою нитяною балкою на лазурове і зелене поля. На верхньому полі золота восьмипроменева зірка. На нижньому дві срібні козячі голови, обернені одна до одної і супроводжувані вгорі срібною п'ятипелюстковою квіткою глоду.
Зірка — символ Різдва Христового (церква Різдва Христового була в Козичанці з 1780 по 1949 рр.) Також коза є атрибутом різдвяного святкового вертепного дійства і назви села (герб є промовистим). Глід є рослиною козичанських лісів, в яких колись взяло свій початок село.

## Історія
- IX-ХІІІ століття — Зі східного боку від сучасної Козичанки існувало давньоруське городище — укріплення при Четвертому Змієвому валу. Це підтверджують і археологічні розкопки. За легендами, городище називалося Відьманкою (можливо, від староруських «віедає», «віедома» — проводити, вести).
- 1240 — Відьманка була зруйнована монголо-татарами. Легендарна дата заснування Козичанки при землянці старого пастуха Козія.
- 20.04.1578 — Неподалік річки Козичанки піддані бишівські пограбували підданих брусилівських, які поверталися з Канева до Брусилова[1].
- 10.08.1613 — Перша письмова згадка про село Козичанку, до неї втекли піддані з містечка Брусилова і с. Лазарівки пана Мартина Бутовича[1].
- 1746 — Гайдамацький загін Гапона (уродженця містечка Рожева) розгромив садибу козичанського орендаря.
- Вересень 1757 — З Козичанки втекли кріпаки шляхтича Харлінського.
- 1 липня 1768 — Через Козичанку до Фастова на козацьку раду прямував ватажок Іван Бондаренко зі своїми козаками[2].
- 1780 — Поміщик Харлінський побудував дерев'яну церкву в ім'я Різдва Христового та наділив її землею. До того жителі Козичанки були прихожанами грузецької церкви. Метричні книги, клірові відомості, сповідні розписи церкви Різдва Христового с. Козичанка Юрівської волості Київського пов. Київської губ. зберігаються в ЦДІАК України[3].
- 7.02. 1843 — Село Козичанку разом із Пустою Вільшкою (нині — Вільне) та поміщицькою частиною села Соснівки купує з громадських торгів Гаврило Кржижанівський.
- 1844 — Кржижанівський побудував у Козичанці винокурний завод.
- 1845 — Згоріла церква.
- 9 квітня 1847 — Козичанський винокурний завод був спалений. Винним у підпалі визнали мешканця села Андрія Форостовця.
- 1849 — На місці старої була побудована нова церква, теж в ім'я Різдва Христового.
- 1854—1855 — М. Стобинська вимагає від Франца Харлінського гроші, які вона позичала на козичанський маєток ще у 1823 році.
- 1861 — При церкві Різдва Христового в Козичанці було відкрито однокласну приходську школу.
- 1876 — Після смерті батька Казимир та Антон Кржижанівські Вільшку з маєтком та 666 десятинами землі при ній продали генерал-майору Павлу Івановичу Кашпему.
- 1879 — Від козичанського маєтку була продана поміщича частина Соснівки. Її разом з 118 десятинами польової землі та 60 десятинами лісу придбав Павло Емілійович Ромер — дійсний статський радник.
- 90-ті роки XIX століття — Виникають хутір Відьманка (На 1900 рік: 2 двори, 23 мешканці, 7,5 десятини орендованої землі) та хутір Майдан (На 1900 рік: 1 двір, 5 мешканців, 12 десятин землі). Там на своїй землі оселяються найзаможніші селяни.
- 2.05. 1898 — Пожежа в Козичанці.
- На 1900 рік у Козичанці було 111 дворів, у яких проживали 1319 осіб (629 чоловіків та 690 жінок). Землі було 2354 десятини, із яких поміщикам належало 889 десятин, церкві — 45, селянам — 1412, іншим мешканцям — 8 десятин. Господарство у поміщиків і селян велося за трипільною системою.

У селі на 1900 рік діяли: одна православна церква, одна приходська школа, два поміщицькі водяні млини з одним робітником у кожному та дві торгові лавки. Пожежній частині села Козичанки належали дві бочки та два багри (довга жердина з гаком), вона утримувалася за рахунок селянського товариства, яке витрачало на її потреби близько двох рублів на рік. Селянське товариство мало один хлібний магазин.
- 1903 — Селянин П. Б. Рябчук був звинувачений у зберіганні та розповсюдженні прокламацій РУП.
- 17-19 червня 1906 — Селянські заворушення в Козичанці.
- 1906 — Антон Крижанівський, наляканий заворушеннями, продає 500 десятин землі поміщикові Йосипу Шептицькому, а решту швидко розпродає серед селян.
- Початок XX століття — Виникають Юхименків Хутір, Козичанський Хутір, хуторяни оселяються в урочищі Пилипонському та інших.
- 1908 — Шептицький продав маєток Антоніні Підгорській.
- 25 квітня 1911 — В селі відкрилася нова школа. Це була земська чотирикласна школа, у якій навчались майже всі діти.
- Осінь 1914 — А. Підгорська продає свою економію і землі. Їх купили заїжджі селяни: Семен Лініченко, Влас Карпович, Петро Барченко, брати Сергій та Євмен Куценки та Нестор Лукинчук, яких за те, що оселилися на горі називали Горовими.
- Грудень 1917 — В Козичанці побували вільні козаки Центральної Ради.
- Лютий 1918 — Новоутворений комітет незаможних селян на чолі з Пилипом Опанасовичем Купченком згідно з розпорядженням Бишівського волосного революційного комітету почав розподіл колишньої поміщицької землі. Родини Юхименків і Горових віддають тієї ж зими частину своїх земель селянському товариству.
- Літо 1918 — Німці примусили жителів Козичанки платити контрибуцію — два мішки зерна з кожної хати.
- 1919 — У селі побували денікінці та більшовики.
- 1920 — У селі з'явилися білополяки. Ходили по хатах і забирали продукти, хатні речі, одяг, а також домашню худобу та птицю, мотивуючи тим, що нібито по правий берег Дніпра їхня земля. Цього ж року вони зі свого літака скинули бомби на Бишівський базар. Було багато вбитих і поранених, зокрема, жителів Козичанки.
- 1921 — Більшовики розстріляли в селі 19-річного юнака Івана Саченка, який нібито був раніше в загонах денікінців.
- 1921 — Радянська влада відновила комнезам, на чолі якого став Тимофій Андрійович Цируль. Розпочала свою роботу сільська рада, першим головою якої був Семен Овсіянович Кучер.
- 1922 — Було створено кредитове товариство, споживче товариство та комітет взаємодопомоги селянам. З метою подолання неписьменності серед дорослого населення відкрито хату-читальню.

У приватному секторі діяли водяний і паровий млини, три вітряки, олійниця.
- 1923 — Після адміністративно-територіальної реформи Весела Слобода на деякий час перейшла в підпорядкування Козичанської сільської ради.
- 1924 — В Козичанці було створено комсомольську організацію.
- 1925 — Відкриті перші дитячі ясла, які очолила Чудновська — медичний працівник Київського паровозоремонтного заводу, робітники якого у той час були шефами Козичанки. У яслах було багато дитячих іграшок, добре харчували дітей. Вихователями там працювали колишні робітниці.
- 1926 — У селі почало діяти молочарське товариство, першим керівником якого був комсомолець Петро Кирилович Кращенко. Основною спеціалізацією товариства було виготовлення масла, яке експортували до країн Європи.
- 1928 — Закриття церкви. В її приміщенні було відкрито клуб.
- Грудень 1928 — Дев'ять селян об'єдналися у сільськогосподарську артіль «Праця».
- 1930 — Артіль «Праця» переїхала на гору із садиби Федора Гоницького. Почалася колективізація. Її жертвами стали заможні селяни, які тяжкою працею попередніх років покращили своє життя. Микола Гнатович Мельник, одноосібник, засуджений у 1930 році до трьох років заслання. Був реабілітований у 1992 році посмертно. В селі зникає створений за часів непу промисловий потенціал.
- 1931 — Було створено семирічну школу.
- 1931 — 28 селянських господарств об'єдналися із сільськогосподарською артіллю «Праця» у колгосп імені 50-річчя Київських головних майстерень (КГМ).
- 1932—1933 — Голодомор. У Козичанці вимерли, за різними даними, від 230 до 300 осіб. Були випадки людожерства.
- 1933 — Керівництво Брусилівського району, до якого в той час належала Козичанка, ліквідувало цей маслозавод і перевезло обладнання до аналогічного підприємства у Брусилова.
- 1934—1935 — Сільчани посадили на горі прекрасний сад загальною площею 12 гектарів.
- 1936 — Вступає в силу указ про знесення хуторів. Протягом кількох років до села Козичанки переносять Відьманку, Майдан, Ятуб та інші дрібніші поселення.
- 30-ті роки XX століття — В Козичанці працював цегельний завод, який виготовляв цеглу-сирець.
- 1937 рік знову лишив в історії Козичанки чорну сторінку. Тоді, як і по всій Україні, у селі шукали «ворогів народу». Було заарештовано шість чоловік. П'ятеро отримали різні терміни покарання, а Яків Олексійович Круць, 1883 року народження, колгоспник, був засуджений до розстрілу в 1938 році. Реабілітований 1989 року посмертно.
- 1937 — Безслідно зникла написана жителькою села Круць історія Козичанки «на давній лад» — перша праця на подібну тематику не тільки в селі, а й у всьому районі.
- 1938 — Вчителька Ольга Дмитрівна Несходовська була нагороджена Орденом Леніна.
- Перші дні війни — Понад 250 жителів села були мобілізовані до лав Червоної армії. Колгоспну худобу було терміново евакуйовано з Козичанки. Очолила піший перегін худоби аж за Волгу Тусина Михайлівна Купченко.
- 8 липня 1941 — Село Козичанка опинилося під владою німецько-нацистських загарбників.

Під час окупації було зруйновано і пограбовано всі тваринницькі ферми, будинок дитячих ясел, сільмаг та приміщення молочного заводу. Окупантами із села вивезено 4,5 тисячі центнерів зерна, багато збіжжя та худоби. Село Козичанка було підпорядковане грузецькій комендатурі.
У селі діяв осередок Організації Українських Націоналістів, які в перші дні війни дуже активно агітували за вільну Україну, з надією на звільнення рідної землі від радянського рабства за допомогою німців.
Сергій Феодосійович Олексієнко на перших зборах селян, що були організовані представниками ОУН-Б і проходили на горі, заспівав «Ще не вмерла Україна», за що згодом, у 1945 році, був засуджений на 10 років тюремного ув'язнення. Реабілітований у 1992 році посмертно.
Під час окупації було відновлено роботу церкви. Жителі села активно долучалися до партизанського руху.
- 8 листопада 1943 — Частини 135-ї і 140-ї стрілецьких дивізій Першого Українського фронту визволили Козичанку від німецько-нацистської окупації.

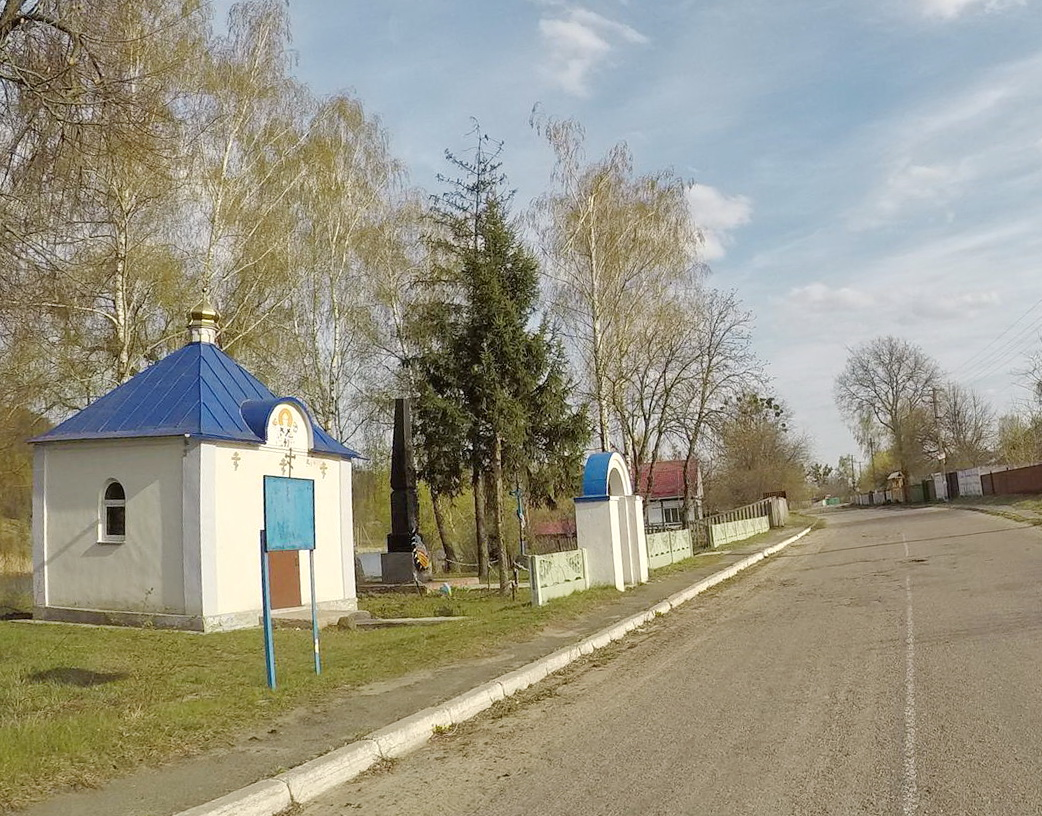
Братська могила 54 рад. воїнів, які загинули в листопаді 1943 р., с. Козичанка

У бою за визволення села, що тривав цілий день і закінчився о третій годині ночі, загинули 23 радянські воїни, які поховані у братській могилі, та п'ять німців, що теж були поховані у селі. Був також збитий радянський літак.
126 мешканців села загинули на фронтах Німецько-радянської війни. Багато жителів було нагороджено орденами й медалями за виявлений у боях героїзм. Вихідцями із села є три полковники, чотири майори, 23 офіцери.
- 1944 — Після трирічної перерви, єдиної за весь час від заснування 1861 року, відновила роботу Козичанська семирічна школа.
- 1944 — В Козичанці було відкрито медпункт. Його збудовано на місці колишньої попівської хати. Першим лікарем був Дмитро Галіус. Відновлено колективне господарство, яке назвали іменем Леніна.
- Листопад 1944 — Церкву закрили і відновили в її приміщенні клуб.
- 1946 — Козичанку, де відбувався міжрайонний семінар, відвідав письменник, депутат Верховної Ради СРСР Олександр Євдокимович Корнійчук. Він виступив перед делегатами семінару та громадськістю села.
- Зима 1946—1947 — Від голоду в Козичанці померли кілька осіб.
- 1949 — За наказом районного керівництва церковну будівлю розібрали.
- 1954 — На місце розібраної церкви перенесли магазин, що знаходився до того в будівлі другого млина. Магазин діяв там до 1979 року, допоки не збудували нове приміщення на центральній площі.
- 1954 — До Козичанки був направлений для керівництва колгоспом імені Леніна тридцятитисячник Юрій Миколайович Кун. До 1957 року було досягнуто значних результатів у вирощуванні зернових, льоноволокна, овочівництві, тваринництві.
- 1956 — Відкрили сільський клуб на 250 місць, зведений з матеріалів розібраної церкви. Того ж року було обладнано дитячі ясла і збудовано приміщення контори колгоспу, яка до того розміщувалася у будинку пані Підгорської.
- Кінець 50-х років XX століття — Антон Левкович Коновал спроектував козичанський колгоспний ставок і новий міст через річку Сивку. Будівництво їх завершилося у 1961 році.
- 1957 — Електрифікація села.
- 1958 — Встановлення пам'ятника В. І. Леніну в повний зріст.
- 1966 — Було збудовано другий козичанський ставок разом із системою малого зрошення за ініціативою Петра Григоровича Марчука.
- 60-ті роки XX століття — До Козичанки з Києва почали їздити автоперевізники. Прямі рейси до села відправлялись у вихідні дні з площі Перемоги.
- 1969 — Зведено обеліск пам'яті за проектом місцевого вчителя, а пізніше голови сільської ради Григорія Миколайовича Паламаря.

В «Історії міст і сіл Української РСР» про Козичанку початку 1970-х було подано таку інформацію:

| Козичанка - село, центр сільської Ради, розташоване на річці Сивці, за 31 км від районного центру та за 25 км від найближчої залізничної станції Фастів. Населення - 780 чоловік. У Козичанці - центральна садиба колгоспу їм. Леніна, який має 1740 га сільськогосподарських угідь, у т. ч. 1568 га орної землі. Господарство спеціалізується на виробництві льону, картоплі, зерна. Розвинуто м'ясо-молочне тваринництво. Допоміжні галузі - птахівництво, бджільництво, рибальство. У селі є восьмирічна школа, клуб, бібліотека[4]. |
- Початок 70-х років XX століття — Силами колгоспу була вимощена каменем дорога Козичанка — Бишів, велика заслуга у спорудженні якої належить голові сільської ради Григорію Миколайовичу Паламарю. За проектом Г. М. Паламаря також було обладнано стадіон. Єдина у селі асфальтова дорога була збудована на початку 80-х років XX століття.
- 1974 — За Державною програмою укрупнення господарств, колгосп імені Леніна був приєднаний до соснівського колгоспу «Авангард», основною спеціалізацією якого було тваринництво.
- 1974 — Засновано хор-ланку козичанського клубу, який згодом дістав назву «Криниченька».
- 28 серпня 1986 р. — Прийняли потерпілих від ЧАЕС, для них було побудовано 221 будинок — нове село Волинське (Нові Опачичі)
- 1986 — Побудовано нову школу.
- На початку 90-х рр. Юрієм Івановим був створений перший приватний музей предметів народного побуту, почалося відродження народних традицій.
- Березень 2000 — Організовано ТОВ "Агрофірма «Промінь».

## Видатні люди
- Карпович Іван Власович (1904—1984) — агроном-селекціонер, лауреат Державної премії СРСР.
- Марчук Іван Іванович (1922—1986) — радянський дипломат.
- Паламар Анатолій Максимович (* 1935) — заслужений працівник сільського господарства України.
- Паламар Лариса Максимівна (1936—2010) — доктор педагогічних наук.
- Марчук Анатолій Петрович (* 1956) — заслужений художник України.